# موسيقى مصورة

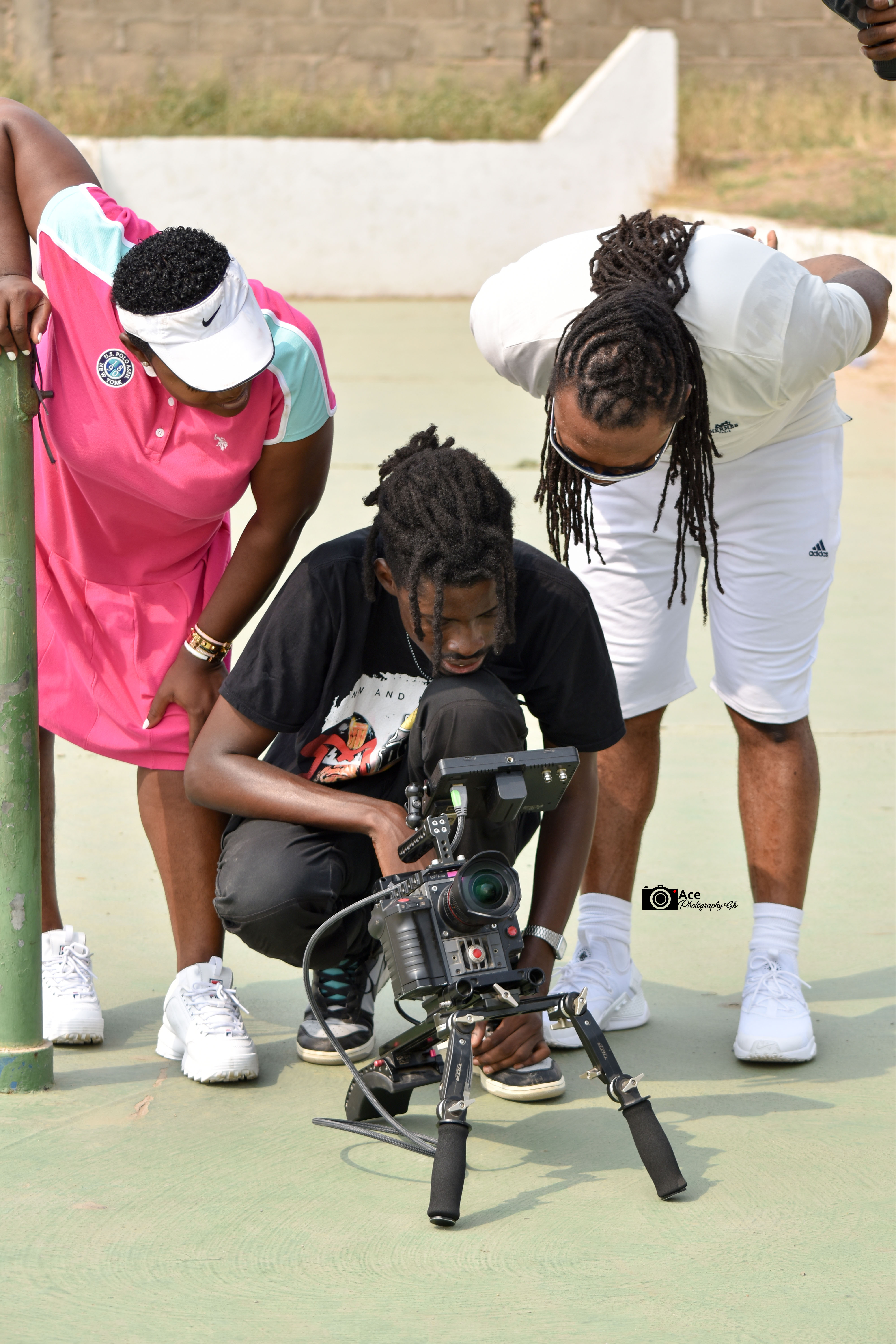

الأغنية المصورة (music video) أو فيديو كليب أحد أنواع المقاطع المصورة، وهو فيديو مصاحب بمقطع موسيقي كامل أو أغنية. الأغنيات المصورة الحديثة تستخدم بشكل رئيسي لأسباب دعائية لألبوم معين. على الرغم من رجوع تاريخ الأغاني المصورة إلى فترة أبعد غير أنها أخذت شكلها الحالي في الثمانينات. مصطلح «أغنية مصورة» انتشر في مطلع الثمانينات. وكان أول فيديو كليب لمغني البوب مايكل جاكسون لأغنية ثريلر، وقبل ذلك كان يطلق على هذه النوعية عدة مسميات، من ضمنها «أفلام دعائية» أو «مقاطع دعائية».
تستخدم الأغنيات المصورة العديد من الأنواع الإنتاجية المستخدمة في صناعة الأفلام مثل الرسوم المتحركة، والأفلام الحية والأفلام الوثائقية. بعضها يدمج أكثر من نوع كالرسوم المتحركة والأفلام الحية.

## خلفيّة
موسيقى مصورة أو الفيديو الموسيقي هو مقطع فيديو متغير الطول يدمج أغنية موسيقية أو ألبومًا موسيقيًا مع الصور التي يتم إنتاجها لأغراض فنية ترويجية أو موسيقية. يتم إنشاء مقاطع الفيديو الموسيقية الحديثة واستخدامها بشكل أساسي كجهاز تسويق موسيقي يهدف إلى الترويج لبيع التسجيلات الموسيقية. هناك أيضًا حالات تُستخدم فيها الأغاني الموسيقية في حملات التسويق الموسيقي التي تتيح لها أن تصبح أكثر من مجرد أغنية. يمكن استخدام أدوات الربط والترويج للموسيقى للألعاب أو للأطعمة أو غيرها من المنتجات.
على الرغم من أن أصول مقاطع الفيديو الموسيقية تعود إلى الأفلام الموسيقية القصيرة التي ظهرت لأول مرة، إلا أنها برزت مرة أخرى عندما اعتمدت إم تي في تنسيقها حول الوسيط. تم وصف هذه الأنواع من مقاطع الفيديو بمصطلحات مختلفة بما في ذلك أغنية مصورة وإدراج فيلم وفيلم ترويجي ومقطع ترويجي وفيديو ترويجي وفيديو أغنية ومقطع أغنية وفيلم مقطع، أو ببساطة فيديو. تستخدم مقاطع الفيديو الموسيقية مجموعة واسعة من الأساليب وتقنيات صناعة الفيديو المعاصرة، بما في ذلك الرسوم المتحركة والحركة الحية والأفلام الوثائقية والأساليب غير السردية مثل الأفلام المجردة. تجمع بعض مقاطع الفيديو الموسيقية بين أنماط مختلفة مع الموسيقى، مثل الرسوم المتحركة والحركة الحية. أصبح الجمع بين هذه الأساليب والتقنيات أكثر شيوعًا بسبب تنوع الجمهور. تفسر العديد من مقاطع الفيديو الموسيقية الصور والمشاهد من كلمات الأغنية، بينما يتخذ البعض الآخر نهجًا أكثر موضوعية. قد لا تحتوي مقاطع الفيديو الموسيقية الأخرى على أي مفهوم، فهي مجرد نسخة مصورة من أداء الحفلة الموسيقية الحية للأغنية.

## التاريخ
في عام 1894، استأجر ناشرو الموسيقى الورقية إدوارد ب. ماركس وجو ستيرن كهربائيًا جورج توماس والعديد من الفنانين للترويج لمبيعات أغنيتهم الطفل المفقود. باستخدام فانوس سحري، عرض توماس سلسلة من الصور الثابتة على شاشة متزامنة مع العروض الحية. سيصبح هذا شكلاً شائعًا من أشكال الترفيه يُعرف باسم الأغنية المصورة، وهي الخطوة الأولى نحو الفيديو الموسيقي.

### السينما الناطقة
مع وصول السينما الناطقة تم إنتاج العديد من الأفلام الموسيقية القصيرة. ظهرت شورتات فيتافون (التي تنتجها شركة وارنر برذرز.) بالعديد من الفرق الموسيقية والمغنين والراقصين. قدم فنان الرسوم المتحركة ماكس فلايشر سلسلة من الرسوم المتحركة القصيرة تسمى سكرين، والتي دعت الجماهير للغناء مع الأغاني الشعبية من خلال تتبع الكرة المرتدة، والتي تشبه آلة الكاريوكي الحديثة. ظهرت الرسوم الكاريكاتورية المبكرة للموسيقيين المشهورين وهم يؤدون أغانيهم الناجحة على الكاميرا في مقاطع من الحركة الحية أثناء الرسوم المتحركة. تم بناء أفلام الرسوم المتحركة المبكرة من قبل والت ديزني، مثل أفلام سيلي سيمفونيز القصيرة وخاصة فانتازيا، التي تضمنت العديد من التفسيرات للقطع الكلاسيكية، حول الموسيقى. تم تصميم رسوم كاريكاتير وارنر براذرز، حتى اليوم باسم لوني تيونز وميري ميلوديز، في البداية حول أغانٍ محددة من أفلام وارن بروس. الموسيقية القادمة. كما تم توزيع الأفلام القصيرة الموسيقية ذات الحركة الحية، والتي تضم فنانين مشهورين مثل كاب كالواي، على المسارح. ظهرت مغنية البلوز بيسي سميث في فيلم قصير من بكرتين بعنوان سانت لويس بلوز قدم أداء درامي للأغنية الناجحة. ظهر العديد من الموسيقيين الآخرين في مواضيع موسيقية قصيرة خلال هذه الفترة.
كانت الأصوات، التي تم إنتاجها وإصدارها لفيلم بانورام الموسيقي، عبارة عن أفلام موسيقية غالبًا ما تضمنت تسلسلات رقص قصيرة، على غرار مقاطع الفيديو الموسيقية اللاحقة. قدم الموسيقار لويس جوردان أفلاما قصيرة لأغانيه، والتي تم تقسيم بعضها معًا في فيلم روائي طويل بعنوان لوكوات سيستر. كانت هذه الأفلام، وفقًا لمؤرخ الموسيقى دونالد كلارك، أسلاف الفيديو الموسيقي.

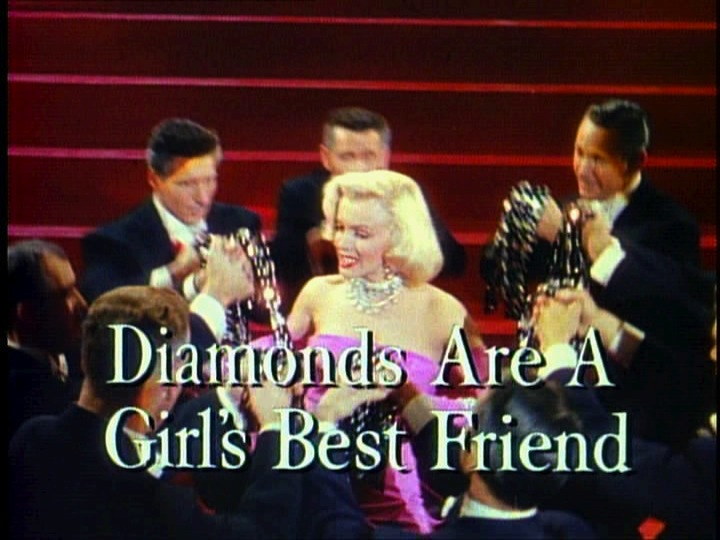
أدت الأعمال الموسيقية في الخمسينيات من القرن الماضي إلى إنتاج مقاطع فيديو موسيقية قصيرة

كانت الأفلام الموسيقية مقدمة مهمة أخرى لمقطع فيديو موسيقي، وقد قلدت العديد من مقاطع الفيديو الموسيقية المعروفة أسلوب المسرحيات الموسيقية الكلاسيكية في هوليوود من الثلاثينيات إلى الخمسينيات من القرن الماضي. أحد الأمثلة الأكثر شهرة هو فيديو مادونا عام 1985 لـ ماتريال حيرل (من إخراج ماري لامبرت)  والذي تم تصميمه على غرار مسرحية جاك كول الماس أفضل صديق للفتاة (بالإنجليزية: Diamonds are a Girls Best Friend)‏ من فيلم الرجال يفضلون الشقراوات. تُظهر العديد من مقاطع الفيديو لمايكل جاكسون التأثير الواضح لتسلسلات الرقص في مسرحيات هوليوود الموسيقية الكلاسيكية، بما في ذلك ثريلر ومخرج مارتن سكورسيزي باد، والذي تأثر ب المعارك الراقصة في نسخة الفيلم. قصة الجانب الغربي. وفقًا لمشروع دقة الإنترنت، كان DJ / المغني JP ذا بيج بوبر ريتشاردسون أول من صاغ عبارة فيديو موسيقي في عام 1959،
في سيرته الذاتية، يدعي توني بينيت أنه ابتكر... أول فيديو موسيقي عندما تم تصويره وهو يسير على طول سربنتين في هايد بارك، لندن، حيث تم ضبط المقطع الناتج على تسجيله لأغنية غريب في الجنة (بالإنجليزية: Stranger in Paradise)‏. تم إرسال المقطع إلى محطات التلفزيون في المملكة المتحدة والولايات المتحدة وبث في برامج من بينها لديك كلارك.
يبدو أن أقدم مثال لفيديو موسيقي ترويجي يشابه مقاطع فيديو أكثر تجريدًا وحداثة هو تشيكوسلوفاكيا Dáme si do bytu (بالعربيّة: هيا بنا إلى الشقة) الذي أنشأه وأخرجه لاديسلاف ريكمان.

### 1960-1973: مقاطع ترويجية
في أواخر الخمسينيات من القرن الماضي، تم تقديم السكوبيتون، وهو صندوق موسيقي بصري، في فرنسا وتم إنتاج أفلام قصيرة من قبل العديد من الفنانين الفرنسيين، مثل سيرج جينسبورج وفرانسواز هاردي وجاك دوترونك والبلجيكي جاك بريل لمرافقة أغانيهم. انتشر استخدامه إلى بلدان أخرى، وحصلت آلات مماثلة مثل سينبوكس في إيطاليا وكولور-سونيك في الولايات المتحدة على براءة اختراع. في عام 1961، بالنسبة لبرنامج سينغالونغ جوبيلي الذي أنتجته كندا، بدأ ماني بيتسون التسجيل المسبق لصوت الموسيقى، وذهب إلى الموقع وسجل العديد من المرئيات مع الموسيقيين لمزامنة الشفاه، ثم قاموا بتحرير الصوت والفيديو معًا. تم تسجيل معظم أرقام الموسيقى في الاستوديو على المسرح، وكان الهدف من تصوير الموقع مقاطع الفيديو إضافة التنوع. في عام 1964، استخدم فيلم كينيث أنجر القصير التجريبي سكوربيو رايزينغ الأغاني الشعبية بدلاً من الحوار.
في عام 1964، أراد منتج مودي بلوز أليكس وارتون الترويج لنسخته من جو ناو. يتميز مقطع الفيلم القصير الذي أنتجه وأخرجه للترويج للأغنية المنفردة بأسلوب بصري مذهل يسبق فيديو كوين البوهيمي الرابسودي المشابه لعقد كامل. كما أنه يسبق ما فعلته فرقة البيتلز بأفلام ترويجية لأغنيتهم المنفردة رايتر رايتر وبي-سايد المطر كلاهما صدر في عام 1966.
أيضًا في عام 1964، لعب فريق البيتلز دور البطولة في أول فيلم روائي طويل لهم، ليلة عصيبة (بالإنجليزية: A Hard Days Night)‏، من إخراج ريتشارد ليستر. تم تصويره بالأبيض والأسود وتم تقديمه كفيلم وثائقي وهمي، وتخللته متواليات كوميدية وحوارية مع نغمات موسيقية. قدمت التسلسلات الموسيقية قوالب أساسية تم تصميم العديد من مقاطع الفيديو الموسيقية اللاحقة عليها. كان النموذج المباشر للمسلسل التلفزيوني الأمريكي الناجح مسلسل المونكيز (1966-1968)، والذي تألف بالمثل من مقاطع أفلام تم إنشاؤها لمرافقة العديد من أغاني مونكيز. الميزة الثانية لفرقة البيتلز، مساعدة! (1965)، كان أكثر سخاءً، تم تصويره بالألوان في لندن وفي مواقع دولية. يمكن القول إن تسلسل مسار العنوان، الذي تم تصويره باللونين الأبيض والأسود، هو أحد النماذج الأصلية للفيديو الموسيقي بأسلوب الأداء الحديث، حيث يستخدم تقطيعًا إيقاعيًا متقاطعًا، ولقطات طويلة متباينة ولقطات مقرّبة، ولقطات غير عادية وزوايا الكاميرا، مثل لقطة 50 ثانية للأغنية، حيث تظهر اليد اليسرى لجورج هاريسون وعنق غيتاره في بؤرة تركيز حادة في المقدمة بينما يغني شخصية جون لينون البعيدة تمامًا عن التركيز في الخلفية.
في عام 1965، بدأ فريق البيتلز في صنع مقاطع ترويجية (عُرفت آنذاك باسم إدخالات مصورة) للتوزيع والبث في بلدان مختلفة - في المقام الأول الولايات المتحدة الأمريكية - حتى يتمكنوا من الترويج لإصداراتهم القياسية دون الحاجة إلى الظهور شخصيًا. كانت الدفعة الأولى من أفلامهم الترويجية التي تم تصويرها في أواخر عام 1965 (بما في ذلك أغنيتهم المنفردة الحالية، يمكننا أن نعمل بها/داي تريبر (بالإنجليزية: Day Tripper/We Can Work It Out)‏، مقطوعة بشكل مباشر إلى حد ما في الاستوديو (وإن كان في بعض الأحيان في مجموعات سخيفة) ومن المفترض أن تمتزج بسلاسة إلى حد ما مع البرامج التلفزيونية مثل توب أوف ذا بوبز (بالإنجليزية: Top of the Pops)‏ وهولابالو (بالإنجليزية: Hullabaloo)‏. بحلول الوقت الذي توقف فيه فريق البيتلز عن القيام بجولة في أواخر عام 1966، أصبحت أفلامهم الترويجية، مثل تسجيلاتهم، متطورة للغاية. في مايو 1966، صوروا مجموعتين من المقاطع الترويجية الملونة لأغنيتهم المنفردة الحالية المطر والتي أخرجها مايكل ليندساي-هوغ، الذي ذهب لإخراج روك أند رول سيريوس الفيلم النهائي، Let It Be. المقاطع الترويجية الملونة لفيلم حقول الفراولة للأبد وبيني لين، التي تم إنتاجها في أوائل عام 1967 وأخرجها بيتر جولدمان، أخذت تنسيق الفيلم الترويجي إلى مستوى جديد. لقد استخدموا تقنيات مستعارة من أفلام تحت الأرض والأفلام الطليعية، بما في ذلك الفيلم المعكوس والحركة البطيئة والإضاءة الدرامية وزوايا الكاميرا غير العادية وتصفية الألوان المضافة في مرحلة ما بعد الإنتاج. في نهاية عام 1967، أصدرت المجموعة فيلمها الثالث، وهو مشروع مدته ساعة واحدة مخصص للتلفزيون جولة سحرية غامضة؛ تم كتابته وإخراجه من قبل المجموعة وتم بثه لأول مرة على بي بي سي في يوم الصناديق عام 1967. على الرغم من سوء الاستقبال في ذلك الوقت لافتقارها إلى بنية سرديّة، إلا أنها أظهرت أن المجموعة صانعي أفلام موسيقيون مغامرون في حد ذاتها.
تم عرض مقطع أحادي اللون لعام 1965 لفيلم هومسيك بلوز لبوب ديلان والذي د. أ. بينيبيكر في فيلم ديلان الوثائقي لا تنظر للخلف (بالإنجليزية: Dont Look Back)‏ للمخرج بينيباكر. متجنبًا أي محاولة لمحاكاة الأداء أو تقديم سرد، يُظهر المقطع ديلان يقف في زقاق خلفي للمدينة، وهو يخلط بصمت سلسلة من البطاقات الكبيرة (تحمل الكلمات الرئيسية من كلمات الأغنية). إلى جانب فرقة البيتلز، قام العديد من الفنانين البريطانيين الآخرين بعمل إدخالات مصورة بحيث يمكن عرضها على التلفزيون عندما لا تكون الفرق الموسيقية متاحة للظهور على الهواء مباشرة. ظهر فيلم The Who في عدة مقاطع ترويجية، بدايةً من مقطعهم لعام 1965 بعنوان لا أستطيع الشرح (بالإنجليزية: I Cant Explain)‏. يُظهر مقطع مؤامراتهم لفيلم هابي جاك (1966) الفرقة وهي تتصرف كعصابة من اللصوص. يروي الفيلم الترويجي لفيلم اتصلَ بي البرق (بالإنجليزية: Call Me Lightning)‏ (1968) قصة كيف جاء عازف الدرامز كيث مون للانضمام إلى المجموعة: أعضاء الفرقة الثلاثة الآخرون يتناولون الشاي داخل ما يبدو وكأنه حظيرة مهجورة عندما يصل فجأة صندوق نزيف، منها يقفز بسرعة، وفاصل زمني، والقمر الذي يحاول الأعضاء الآخرون بعد ذلك الحصول عليه في تسلسل مطاردة تهريجية متسارعة للتخلص منه. أنتجت بينك فلويد أفلامًا ترويجية لأغانيهم، بما في ذلك سان فرانسيسكو: فيلم، من إخراج أنتوني ستيرن، وقد أخرج هذا الأخير بيتر وايتهيد، والذي قدم أيضًا عدة مقاطع رائدة لـ رولينج ستونز بين عامي 1966 و 1968. صنعت فرقة كينكس واحدة من أولى المقاطع الترويجية المؤامرة لأغنية ما. لأغنيتهم ديد أند ستريت (1966) تم إنتاج فيلم كوميدي مصغر. وبحسب ما ورد رفضت هيئة الإذاعة البريطانية (بي بي سي) بث المقطع لأنه كان يعتبر سيئ الذوق. ظهرت فرقة رولينج ستونز في العديد من المقاطع الترويجية لأغانيهم في الستينيات. في عام 1966، أخرج بيتر وايتهيد مقطعين ترويجيين لأغنيتهما هل رأيت والدتك، طفلها، واقفة في الظل؟  في عام 1967، أخرج وايتهيد مقطعًا ترويجيًا ملونًا لمقطع مؤامرة لأغنية ستونز المنفردة نُحبك (بالإنجليزية: We Love You)‏، والتي تم بثها لأول مرة في أغسطس 1967. أظهر هذا المقطع لقطات سريعة للتسجيل الجماعي في الاستوديو، متقاطعة مع محاكمة صورية تشير بوضوح إلى محاكمات المخدرات لميك جاغر وكيث ريتشاردز الجارية في ذلك الوقت. تظهر ماريان فيثفول صديقة جاغر في مشاهد المحاكمة وتقدم للقاضي (ريتشاردز) ما قد يكون سجادة الفراء سيئة السمعة التي ظهرت بشكل بارز في التقارير الصحفية عن اعتقال مخدرات في منزل ريتشاردز في أوائل عام 1967. عندما يتم سحبه للخلف، فإنه يكشف عن جاغر عارياً على ما يبدو مع سلاسل حول كاحليه. يختتم المقطع بمناظر من الأحجار في الاستوديو متداخلة مع لقطات تم استخدامها سابقًا في المقطع الترويجي نسخة الحفلة، كما صورت المجموعة مقطعًا ترويجيًا ملونًا لأغنية من إخراج مايكل ليندساي-هوغ. في عام 1968، أخرج مايكل ليندساي-هوغ ثلاثة مقاطع لأغنيتهم المنفردة - مقطع ملون لـشايلد أوف ذا مون ومقطعين مختلفين لـ جامبين جاك فلاش. في عام 1968، تعاونا مع جان لوك جودار في فيلم التعاطف مع الشيطان، الذي مزج سياسات جودار مع لقطات وثائقية لتطور الأغنية خلال جلسات التسجيل. في عام 1966، صورت نانسي سيناترا مقطعًا لأغنيتها ذيس بوتس آرد مايد فور والكين . ظهر روي أوربيسون في مقاطع ترويجية، مثل أغنيته الناجحة والك أون عام 1968.
خلال أواخر عام 1972-1973، ظهر ديفيد بوي في سلسلة من الأفلام الترويجية التي أخرجها مصور البوب ميك روك، الذي عمل على نطاق واسع مع بوي في هذه الفترة. أخرج روك وحرر أربعة مقاطع للترويج لأربعة أغانٍ فردية متتالية لأيام أونلي دانسينغ (مايو 1972)، ذا جين جيني (نوفمبر 1972)، إعادة إصدار الولايات المتحدة في ديسمبر 1972 لـ سبايس أوديتي وإصدار عام 1973 لأغنية الحياة في مارس؟ (مأخوذة من ألبوم بوي السابق هانكي دوري). تم إنتاج مقطع جون، أنا أرقص فقط بميزانية 200 دولار أمريكي فقط وتم تصويره في بروفة بعد الظهر لحفل في مسرح بويز في 19 أغسطس 1972. يظهر بوي والفرقة وهم يقلدون مقطوعة التسجيلات مع لقطات لفرقة ليندسي كيمب التمثيل الصامت، وهم يرقصون على خشبة المسرح وخلف شاشة مضاءة من الخلف. تم رفض المقطع من قبل هيئة الإذاعة البريطانية، التي ورد أنها وجدت النغمات الجنسية المثلية للفيلم مقيتة، وبناءً على ذلك، استبدلها بلقطات لراكبي الدراجات وراقصة. تم تصوير مقطع جين جيني، الذي تم إنتاجه مقابل 350 دولارًا أمريكيًا فقط، في يوم واحد وتحريره في أقل من يومين. يدمج لقطات لبوي والفرقة الموسيقية بالتنسيق مع لقطات متناقضة للمجموعة في استوديو التصوير الفوتوغرافي، مرتديًا ملابس المسرح الأسود، والوقوف على خلفية بيضاء. يتضمن أيضًا لقطات للموقع مع باوي وكريندا فوكس (موظف رئيسي وصديق لديفيد وأنجي بوي) تم تصويرها في سان فرانسيسكو خارج فندق مارس الشهير، حيث ظهر فوكس بشكل استفزازي في الشارع بينما كان بوي في الصالات مقابل الحائط، وهو يدخن.
التقطت موسيقى الريف أيضًا اتجاه مقاطع الأفلام الترويجية لنشر الأغاني. أوضح سام لوفولو، منتج المسلسل التلفزيوني هي هاو، أن برنامجه قدم ما كان، في الواقع، أول فيديوهات موسيقية، بينما قدمت جي إم آي روكوردز نفس الادعاء مع أغنية دون ويليامز 1973 ذا شيلتر أوف يو عيون . كتب مؤرخ موسيقى الريف بوب ميلارد أن معهد الإعلام الأردني كان رائداً في مفهوم فيديو موسيقى الريف من خلال إنتاج فيلم مدته 3 دقائق ليتماشى مع أغنية ويليامز. قال لوفولو إن مقاطع الفيديو الخاصة به تم تصورها من خلال توجيه طاقم العرض إلى المناطق الريفية القريبة وتصوير الحيوانات والمزارعين، قبل تحرير اللقطات لتناسب قصة أغنية معينة. كتب كانت مادة الفيديو عنصر إنتاج عملي للغاية للعرض. قدمت قصص مصورة للأغاني. ومع ذلك، شعر بعض ضيوفنا أن مقاطع الفيديو جذبت الانتباه بعيدًا عن عروضهم الحية، والتي كانوا يأملون أن تعزز مبيعات قياسية. إذا كانت لديهم أغنية ناجحة، فلن يرغبوا في تشغيلها تحت لقطات كوميدية في فناء الفناء . أدى رد الفعل المختلط للمفهوم في النهاية إلى إنهاء مفهوم الفيديو على Hee Haw. ومع ذلك، استمر إنتاج الأفلام الترويجية لأغاني موسيقى الريف.

### 1974-1980: بدايات الموسيقى التليفزيونية
كانت البرامج التلفزيونية الأسترالية العد التنازلي والأصوات، اللذان تم عرضهما لأول مرة في عام 1974، مهمين في تطوير ونشر ما سيصبح فيما بعد نوع الفيديو الموسيقي في أستراليا وبلدان أخرى، وفي إثبات أهمية مقاطع الأفلام الترويجية كوسيلة للترويج لكليهما. الأعمال الناشئة والإصدارات الجديدة من خلال الأفعال المعمول بها. في أوائل عام 1974، أطلق الراديو السابق غراهام ويب عرضًا موسيقيًا تلفزيونيًا أسبوعيًا موجهًا للمراهقين والذي تم عرضه على قناة آي تي إن-7 في سيدني صباح يوم السبت. تمت إعادة تسمية هذا في عام 1975 وتم اختصاره لاحقًا إلى الأصوات. في حاجة إلى مادة للعرض، اتصل ويب من سبعة موظفين في غرفة التحرير راسل مولكهاي وطلب منه تصوير لقطات فيلم لمرافقة الأغاني الشعبية التي لم يكن هناك مقاطع مصممة لغرض معين (على سبيل المثال كلام الجميع لهاري نيلسون). باستخدام هذه الطريقة، قام ويب وملكاهي بتجميع مجموعة من حوالي 25 مقطعًا للعرض. شجع نجاح جهوده المبكرة مولكاهي على ترك وظيفته التلفزيونية ليصبح مخرجًا متفرغًا، وقام بعمل مقاطع للعديد من الأعمال الأسترالية الشهيرة بما في ذلك ستايلز ومارسيا هاينز وهاش وأيه سي/دي سي. مع اكتساب شعبية، أدرك منسق المواهب في العد التنازلي إيان مولي ميلدرم والمنتج مايكل شريمبتون بسرعة أن مقاطع الأفلام أصبحت سلعة جديدة مهمة في تسويق الموسيقى. على الرغم من الميزانية الضئيلة للعرض، تمكن المخرج الأصلي لبول درانا من إنشاء العديد من مقاطع الفيديو الموسيقية التي لا تُنسى خاصة للعرض، بما في ذلك مقاطع الأفلام الكلاسيكية لأغاني آي سي/دي سي إنه طريق طويل إلى القمة (إذا كنت تريد) وجيلبريك . بعد انتقاله إلى المملكة المتحدة في منتصف السبعينيات، قدم مولكاهي أفلامًا ترويجية ناجحة للعديد من أعمال البوب البريطانية المشهورة - تضمنت اعتماداته المبكرة في المملكة المتحدة مقطع الفيديو التاريخي الخاص به لذا باغلز فيديو قتل راديو ستار (1979)، والذي أصبح أول فيديو موسيقي يتم تشغيله على قناة إم تي في عام 1981.

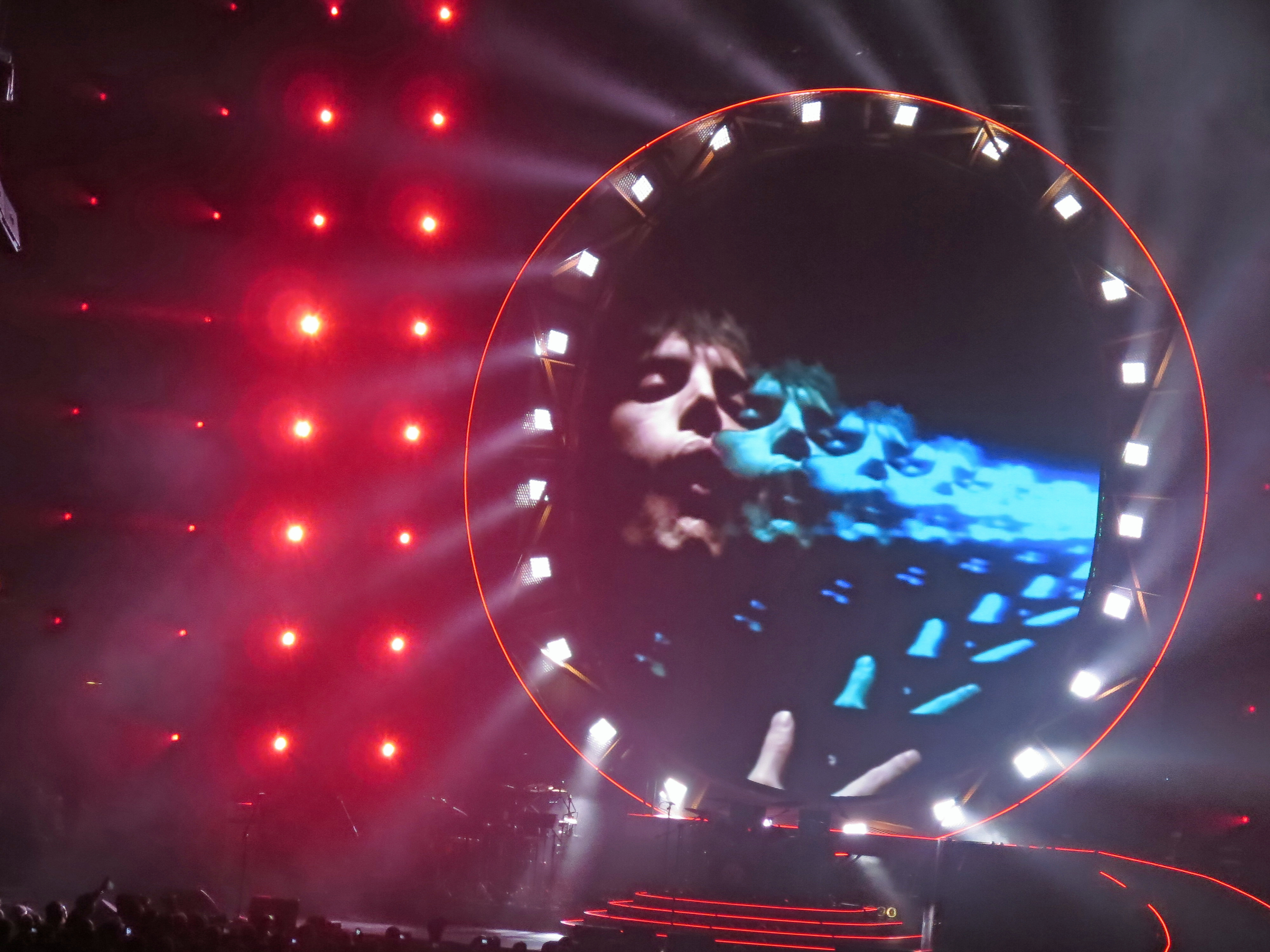
لقطات لفريدي ميركوري في مقطع الفيديو الموسيقي بوهيميان رابسودي أثناء حفل كوين + آدم لامبرت في يونايتد سنتر، شيكاغو

في عام 1975، وظفت كوين بروس جاورز لعمل فيديو ترويجي لعرض أغنيتها المنفردة الجديدة بوهيميان رابسودي على سلسلة بي بي سي الموسيقية توب أوف ذا بوبز. وفقًا لمؤرخ موسيقى الروك بول فاولز، فإن الأغنية تُنسب إلى الأغنية على نطاق واسع باعتبارها أول أغنية فردية عالمية كان الفيديو المصاحب لها أساسيًا في إستراتيجية التسويق. قالت رولينج ستون عن راسفودي: لا يمكن المبالغة في تأثيرها، حيث اخترعت الفيديو الموسيقي عمليًا قبل سبع سنوات من ظهور إم تي في على الهواء.
كانت قاعة حفلات الفيديو، التي أنشأها جيري كرو وتشارلز هندرسون وتم إطلاقها في 1 نوفمبر 1979، أول برامج موسيقى فيديو على مستوى البلاد على التلفزيون الأمريكي، سبقت إم تي في بحوالي عامين. كان برنامج نايت لايت (بالإنجليزية: Night Flight)‏ التابع لشبكة يو إس إيه نيتورك أحد البرامج الأمريكية الأولى لعرض مقاطع الفيديو هذه كشكل فني.
في عام 1980، أصبح الفيديو الموسيقي الخاص بآشيز تو آشيز الخاص ديفيد بوي هو الأغلى تكلفة على الإطلاق، حيث بلغت تكلفة إنتاجه 582,000 دولار (ما يعادل 2 مليون دولار في 2020)، وهو أول فيديو موسيقي تزيد تكلفة إنتاجه عن 500000 دولار. تم تصوير الفيديو بألوان مشمسة مع مشاهد صارخة بالأبيض والأسود وتم تصويره في مواقع مختلفة، بما في ذلك غرفة مبطنة وشاطئ صخري. أصبح الفيديو واحدًا من أكثر مقاطع الفيديو شهرة على الإطلاق في ذلك الوقت، ويُنظر إلى طبيعته المعقدة على أنها مهمة في تطور الفيديو الموسيقي. في نفس العام، حققت فرقة سبليت إنز النيوزيلندية نجاحًا كبيرًا مع الأغنية المنفردة آي جوت يو والألبوم ترو كولرز، وفي وقت لاحق من ذلك العام أنتجوا مجموعة كاملة من المقاطع الترويجية لكل أغنية في الألبوم (من إخراج عازف الإيقاع. نويل كومبي) وتسويقها على شريط فيديو. تبع ذلك بعد عام ألبوم الفيديو، مبدأ الإكمال الخلفي من قبل ذا تيوبس، الذي أخرجه مشغل لوحة المفاتيح في المجموعة، مايكل كوتين، والذي تضمن مقطعي فيديو من إخراج راسل مولكاهي (تحدث إلى يا لاحقًا ولا تريد لتنتظر بعد الآن). من بين مقاطع الفيديو الموسيقية الأولى، كانت هناك مقاطع من إنتاج مونكي السابق مايكل نسميث، الذي بدأ في إنتاج أفلام موسيقية قصيرة لبرنامج ساترداي نايت لايف. في عام 1981، أصدر إليفنت بارتس، وهو أول فائز بجائزة جرامي للفيديو الموسيقي، من إخراج ويليام دير. اعتمادات بيلبورد. قاعة حفلات الفيديو المنتجة بشكل مستقل باعتبارها الأولى من نوعها على مستوى البلاد مع برامج موسيقى الفيديو على التلفزيون الأمريكي.

### 1981-1991: الانتشار
في عام 1981، أطلقت قناة الفيديو الأمريكية إم تي في، حيث قامت ببث Video Killed the Radio Star لفرقة ذا باغلز لتبدأ حقبة من الموسيقى على مدار 24 ساعة في اليوم على شاشة التلفزيون. مع هذا المنفذ الجديد للمواد، سينمو الفيديو الموسيقي بحلول منتصف الثمانينيات ليلعب دورًا رئيسيًا في تسويق الموسيقى الشعبية. العديد من الأعمال المهمة في هذه الفترة، أبرزها مايكل جاكسون وآدم والنمل ودوران دوران ومادونا، تدين بقدر كبير من نجاحها إلى البناء الماهر والجاذبية الجذابة لمقاطع الفيديو الخاصة بهم. كان هناك ابتكاران رئيسيان في تطوير الفيديو الموسيقي الحديث هما تطوير معدات تسجيل وتحرير فيديو غير مكلفة نسبيًا وسهلة الاستخدام، وتطوير التأثيرات المرئية التي تم إنشاؤها باستخدام تقنيات مثل تركيب الصور. تزامن ظهور مسجلات شرائط الفيديو الملونة عالية الجودة وكاميرات الفيديو المحمولة مع روح داي في عصر الموجة الجديدة مما أتاح للكثير من أعمال البوب إنتاج مقاطع فيديو ترويجية بسرعة وبتكلفة منخفضة، مقارنةً بالأداء المرتفع نسبيًا تكاليف استخدام الفيلم. ومع ذلك، مع تطور هذا النوع، تحول مديرو الفيديو الموسيقي بشكل متزايد إلى 35 فيلم مم كوسيط مفضل، بينما يخلط البعض الآخر الأفلام والفيديو. خلال الثمانينيات، أصبحت مقاطع الفيديو الموسيقية أمرًا ضروريًا لمعظم فناني التسجيل. اشتهرت هذه الظاهرة بالسخرية من خلال برنامج الكوميديا التليفزيونية على قناة بي بي سي ليست أخبارُ التاسعة (بالإنجليزية: Not The Nine OClock News)‏ الذي أنتج فيديو موسيقي ساخر بعنوان فيديو جميل، عار على الأغنية. (كان العنوان محاكاة ساخرة لأغنية بوب ناجحة.
في هذه الفترة، بدأ المخرجون والأفعال التي عملوا معها في استكشاف وتوسيع شكل وأسلوب هذا النوع، باستخدام تأثيرات أكثر تعقيدًا في مقاطع الفيديو الخاصة بهم، ومزج الأفلام والفيديو، وإضافة قصة أو حبكة إلى الفيديو الموسيقي. من حين لآخر، كانت مقاطع الفيديو تُصنع في شكل غير تمثيلي، ولم يُعرض فيه الفنان الموسيقي. نظرًا لأن مقاطع الفيديو الموسيقية تهدف بشكل أساسي إلى الترويج للفنان، فإن مقاطع الفيديو هذه نادرة نسبيًا ؛ ثلاثة أمثلة من أوائل الثمانينيات هي أتلانتيك سيتي لبروس سبرينغستين، من إخراج أرنولد ليفين، فيديو ديفيد ماليت لديفيد بوي وكوين تحت الضغط ، وفيديو إيان إيميس لفيلم دوران دوران ذا شوفور (بالإنجليزية: The Chauffeur)‏ . أحد الأمثلة البارزة لاحقًا على الأسلوب غير التمثيلي هو مقطع الفيديو المبتكر الذي أخرجه بيل كونيرسمان عام 1987 لأغنية برنس وقعَ في بعض الأوقات (بالإنجليزية: Sign o the Times)‏، - متأثرًا بمقطع سابتيرانيان هومسيك بلوز الخاص بديلان، حيث تضمن فقط نص كلمات الأغنية. في أوائل الثمانينيات، بدأت مقاطع الفيديو الموسيقية أيضًا في اكتشاف الموضوعات السياسية والاجتماعية. تشمل الأمثلة مقاطع الفيديو الموسيقية لـ ديفيد بوي شاينا جيرل وهيا نرقص (1983) والتي ناقش كلاهما قضايا العرق. في مقابلة أجريت عام 1983، تحدث بوي عن أهمية استخدام مقاطع الفيديو الموسيقية في معالجة القضايا الاجتماعية، دعونا نحاول استخدام تنسيق الفيديو كمنصة لنوع من المراقبة الاجتماعية، وليس مجرد إهدارها في الهرولة ومحاولة تحسين الصورة العامة للمغني المعني .
في عام 1983، تم إصدار أحد أكثر مقاطع الفيديو الموسيقية نجاحًا وتأثيرًا وإبداعًا على الإطلاق: مقطع فيديو مدته 14 دقيقة تقريبًا لأغنية مايكل جاكسون ثريلر ، من إخراج جون لانديس. وضع الفيديو معايير جديدة للإنتاج، بتكلفة 800 ألف دولار أمريكي للفيلم. كان مقطع الفيديو الخاص بـ ثريلر، إلى جانب مقاطع الفيديو السابقة لجاكسون لأغنيته بيلي جين وبيت إت، عاملين أساسيين في الحصول على مقاطع فيديو موسيقية لفنانين أمريكيين من أصل أفريقي تم تشغيلها على إم تي في. قبل نجاح جاكسون، نادرًا ما يتم عرض مقاطع فيديو لفنانين أمريكيين من أصل أفريقي على قناة إم تي في: وفقًا لـ قناة إم تي في، كان هذا لأنها تصور نفسها في البداية كقناة موجهة لموسيقى الروك، على الرغم من أن الموسيقي ريك جيمس كان صريحًا في انتقاده لقناة الكابل، مدعيا في عام 1983 أن رفض قناة قناة إم تي في بث الفيديو الموسيقي لأغنيته سوبر فريك (بالإنجليزية:  Super Freak)‏ ومقاطع أخرى لفنانين أمريكيين من أصل أفريقي كان عنصرية صارخة. كما انتقد ديفيد بوي مؤخرًا قناة قناة إم تي في خلال مقابلة أجراها معهم قبل إصدار فيلم ثريلر (بالإنجليزية: Thriller)‏، مشيرًا إلى أنه معجب بمدى إهمال قناة إم تي في للفنانين السود، مما لفت الانتباه إلى كيفية قيام عدد قليل من مقاطع الفيديو الفنانون السود الذين يراهم المرء ظهروا فقط على قناة قناة إم تي في بين الساعة 2:00 صباحًا حتى 6:00 صباحًا عندما لم يكن أحد يشاهدهم. يوم 5 مارس، 1983، أطلقت سي إم تي (CMT)، التي تم إنشاؤها والتي أسسها جلين دي دانيلز من مرفق فيديو العالمية للإنتاج في هيندرسونفيل، تينيسي. تم إطلاق قناة الفيديو ماش ميوزك (بالإنجليزية: MuchMusic)‏ في كندا عام 1984. في عام 1984، أطلقت قناة إم تي في أيضًا جوائز إم تي في للفيديو الموسيقي (التي عُرفت لاحقًا باسم VMAs)، وهو حدث جوائز سنوي من شأنه أن يؤكد أهمية قناة إم تي في في صناعة الموسيقى. كافأ حفل الافتتاح فريق البيتلز وديفيد بوي بجائزة فيديو فانجارد عن عملهم في ريادة الفيديو الموسيقي. في عام 1985، أطلق فياكوم من قناة إم تي في قناة في إتش 1 (التي كانت تُعرف آنذاك باسم VH-1: Video Hits One)، والتي تتميز بموسيقى أكثر نعومة، وتهدف إلى تلبية احتياجات الأطفال الأكبر سنًا بقليل من ديموغرافية المواليد الذين كانوا ينمون قناة إم تي في. على الصعيد الدولي، تم إطلاق إم تي في الأوروبيّة في عام 1987، وقناة إم تي في الآسيويّة في عام 1991. تطور مهم آخر في مقاطع الفيديو الموسيقية كان إطلاق ذا شارت شاو على القناة الرابعة في المملكة المتحدة في عام 1986. كان هذا برنامجًا يتألف بالكامل من مقاطع فيديو موسيقية (المنفذ الوحيد للعديد من مقاطع الفيديو على التلفزيون البريطاني في ذلك الوقت، بدون مقدمين. بدلاً من ذلك، تم ربط مقاطع الفيديو بواسطة رسومات الكمبيوتر الحديثة. انتقل العرض إلى آي تي في في عام 1989. حقق الفيديو الخاص بأغنية داير سترايتس لعام 1985 المال مقابل لا شيء (بالإنجليزية: Money for Nothing)‏ استخدامًا رائدًا للرسوم المتحركة بالكمبيوتر، وساعد في جعل الأغنية نجاحًا عالميًا. كانت الأغنية بحد ذاتها تعليقًا ساخرًا على ظاهرة الموسيقى والفيديو، وغُنيت من وجهة نظر عامل توصيل الأجهزة، وقد انجذبت إليه الصور والشخصيات الغريبة التي ظهرت على قناة قناة إم تي في. في عام 1986، استخدمت أغنية بيتر جابرييل المطرقة المؤثرات الخاصة وتقنيات الرسوم المتحركة التي طورها الاستوديو البريطاني آردمان أنيمشنز (بالإنجليزية: Aardman Animations)‏. حقق مقطع الفيديو الخاص بـ سليدغامر نجاحًا هائلاً  وفاز بتسع جوائز إم تي في متنوّعة.
في عام 1992، تم حظر فيديو شامن لأغنية إبنيزير جزد من قبل هيئة الإذاعة البريطانية بسبب تأييدها اللاشعوري لعقار إكستاسي الترفيهي. تم حظر فيديو ذا بروديجي لعام 1997 لـ سماك ما بيتش آب في بعض البلدان بسبب تصوير تعاطي المخدرات والعُري. تم حظر فيديو بروديحي لـ فاير ستارتر من قبل بي بي سي بسبب إشاراته إلى الحرق العمد. في عام 1993، حظرت قناة إم تي في أغنية ذا جيفت لفرقة الروك الأسترالية آي إن إكس إس نظرًا لاستخدامها لقطات المحرقة وحرب الخليج، بين صور المجاعة والتلوث والحرب والإرهاب. بالإضافة إلى ذلك، تم حظر الفيديو الموسيقي الخاص بفرقة ميتال تول لـ برزوت سيكس من قناة إم تي في، حيث يتطرق الفيديو وكلمات الأغاني إلى مسألة حساسة تتعلق بإساءة معاملة الأطفال.

### 1992-2004: صعود المخرجين
في نوفمبر 1992، بدأت إم تي في في إدراج أسماء كريس كننغهام، ميشيل جوندري، سبايك جونونز، فلوريا سيجيسموندي، ستيفان صيدناوي، مارك رومانيك وهايب ويليامز بدأوا جميعًا في هذا الوقت؛ جلبوا جميعًا رؤية وأسلوبًا فريدًا لمقاطع الفيديو التي أخرجوها. بعض هؤلاء المخرجين، بما في ذلك جوندري، جونونز، سيجيسموندي، وإف جاري جراي، ذهبوا لإخراج الأفلام الطويلة. استمر هذا الاتجاه الذي بدأ في وقت سابق مع مخرجين مثل لاسي هالستروم وديفيد فينشر. اثنان من مقاطع الفيديو التي أخرجها رومانيك في عام 1995 معروفان لكونهما اثنين من أغلى ثلاثة مقاطع فيديو موسيقية على الإطلاق : أغنية سكريم لمايكل وجانيت جاكسون، والتي يُزعم أنها تكلفت 7 ملايين دولار لإنتاجه، ومادونا قصة ما قبل النوم التي كلفت 5 ملايين دولار من هذا، الصرخة هو أغلى فيديو حتى الآن. في منتصف وأواخر التسعينيات، أخرج والتر ستيرن فيلم فايرسترتر للمخرج ذا بروديجي، وبيتر سويت سيمفوني للمخرج ذا فيرف، ودمعة لماسيف أتاك.
خلال هذه الفترة، أطلقت إم تي في قنوات حول العالم لعرض مقاطع الفيديو الموسيقية المنتجة في كل سوق محلي: إم تي في فرع أمريكا اللاتينيّة في 1993، إم تي في الهنديّة في 1996، وإم تي في ماندارين في 1997، من بين أمور أخرى. ظهرت إم تي في2، التي كانت تسمى في الأصل M2 وتهدف إلى عرض المزيد من مقاطع الفيديو الموسيقية البديلة والأقدم، لأول مرة في عام 1996. في عام 1999، أصبحت هيرت بريكر لماريا كاري واحدة من أغلى الأفلام التي تم تصنيعها على الإطلاق، حيث تجاوزت قيمتها 2.5 مليون دولار.

### 2005 إلى الوقت الحاضر: تنزيل مقاطع الفيديو الموسيقية
تم إطلاق موقع آي فيلم، الذي استضاف مقاطع فيديو قصيرة بما في ذلك مقاطع الفيديو الموسيقية، في عام 1997. نابستر، خدمة مشاركة الملفات من نظير إلى نظير التي تم تشغيلها بين 1999 و2001، مكنت المستخدمين من مشاركة ملفات الفيديو، بما في ذلك ملفات الفيديو الموسيقية. بحلول منتصف العقد الأول من القرن الحادي والعشرين، تخلت إم تي في والعديد من قنواتها الشقيقة إلى حد كبير عن عرض مقاطع الفيديو الموسيقية لصالح برامج تلفزيون الواقع، والتي كانت أكثر شهرة لدى جمهورها، والتي ساعدت إم تي في نفسها في ريادتها مع برنامج العالَم الحقيقي (بالإنجليزية: The Real World)‏، والذي تم عرضه لأول مرة في عام 1992.
شهد عام 2005 إطلاق موقع يوتيوب، مما جعل مشاهدة الفيديو عبر الإنترنت أسرع وأسهل بكثير ؛ فيديو جوجل، ياهو! فيديو، الفيسبوك وماي سبيس استخدام وظائف فيديو تكنولوجيا الصورة مماثلة. كان لمثل هذه المواقع تأثير عميق على مشاهدة مقاطع الفيديو الموسيقية ؛ بدأ بعض الفنانين في رؤية النجاح كنتيجة لمقاطع الفيديو التي تمت مشاهدتها على الإنترنت في الغالب أو بالكامل. استفادت فرقة أوكي جو من الاتجاه المتنامي، بعد أن حققت شهرة من خلال مقاطع الفيديو لاثنين من أغانيها، مليون طريقة (بالإنجليزية: A Million Ways)‏ في عام 2005 وهنا يذهب مرة أخرى (بالإنجليزية: Here It Goes Again)‏ في عام 2006، وكلاهما اشتهر لأول مرة على الإنترنت. كرر جو الحيلة مع فيديو آخر عالي المفهوم في عام 2010، لأغنيتهم كل هذا سيمر (بالإنجليزية: This Too Shall Pass)‏.
عند إطلاقه، قدم متجر آي تونز الخاص بشركة أبل قسمًا من مقاطع الفيديو الموسيقية المجانية بضغط عالي الجودة لمشاهدتها عبر تطبيق آي تيونز. في الآونة الأخيرة، بدأ متجر آي تيونز في بيع مقاطع الفيديو الموسيقية لاستخدامها على جهاز iPod من أبل مع إمكانية تشغيل الفيديو. كما استحوذ فيديو 2008 الخاص بـ ويزر على هذا الاتجاه، من خلال تضمين ما لا يقل عن 20 من مشاهير يوتيوب، أصبحت الأغنية الأكثر نجاحًا في مسيرة ويزر المهنية، في أداء الرسم البياني. في عام 2007، أصدرت رابطة صناعة التسجيلات الأمريكية رسائل الإيقاف والكف لمستخدمي يوتيوب لمنع المستخدمين الفرديين من مشاركة مقاطع الفيديو، والتي هي ملك لشركات التسجيلات الموسيقية. بعد اندماجه مع Google، أكد موقع يوتيوب لوكالة رابطة صناعة التسجيلات الأمريكية|أصدرت أنهم سيجدون طريقة لدفع الإتاوات من خلال اتفاقية مجمعة مع شركات التسجيلات الرئيسية. كان هذا معقدًا بسبب حقيقة أنه لا تشترك جميع التصنيفات في نفس السياسة تجاه مقاطع الفيديو الموسيقية: يرحب البعض بالتطوير ويحمل مقاطع الفيديو الموسيقية إلى منافذ بيع مختلفة عبر الإنترنت بأنفسهم، ويشاهدون مقاطع الفيديو الموسيقية كإعلان مجاني لفنانيهم، بينما تعرض شركات الإنتاج الأخرى مقاطع الفيديو الموسيقية ليس كإعلان، ولكن كمنتج بحد ذاته. لمزيد من الدلالة على التغيير في الاتجاه نحو بث الفيديو الموسيقي، أسقطت إم تي في رسميًا شعار ميوزك التلفزي في 8 فبراير 2010 من شعارها استجابةً لالتزامهم المتزايد ببرامج الواقع غير المكتوبة وغيرها من وسائل الترفيه الموجهة للشباب التي ظهرت في مكانة بارزة على بث مباشر.
فيفو، وهي خدمة فيديو موسيقي أطلقها العديد من كبار ناشري الموسيقى، ظهرت لأول مرة في ديسمبر 2009. يتم الترويج لمقاطع الفيديو الموجودة على فيفو على يوتيوب، مع مشاركة جوجل وفيفو في عائدات الإعلانات. اعتبارًا من عام 2017، كان الفيديو باللغة الإنجليزية الأكثر مشاهدة على يوتيوب هو شيب أوف يو (بالإنجليزية: Shape of You)‏ للمخرج إد شيران. اعتبارًا من عام 2018، كان فيديو ريمكس الأكثر مشاهدة على يوتيوب هو تي بوتي بواسطة كاسبر الذي يضم نيو جارسيا وداريل ونيكي جام وباد باني واوزونا.

#### مقاطع الموسيقى الرسمية على الإنترنت
بعد التحول نحو البث عبر الإنترنت والشعبية المتزايدة لمواقع الفيديو التي ينشئها المستخدمون مثل يوتيوب في حوالي عام 2006، بدأ العديد من صانعي الأفلام المستقلين في تسجيل جلسات حية لتقديمها على الويب. تتضمن الأمثلة على هذه الطريقة الجديدة في إنشاء وتقديم فيديو موسيقي عمل فنسنت مون مع ذا تايك-أواي شاوز؛ في دورات فان، منصة مماثلة، والهولندية في بي آر رو 3VOOR12، ويضع من أشرطة الفيديو والموسيقى المسجلة في المصاعد وغيرها من الصغيرة، التي العصابات صناعة الأفلام اكتب مواقع في تقليد مماثل دعا خلف. تم إنشاء كل هذه المقاطع المسجلة بسرعة بأقل قدر من الميزانيات وتشترك في جماليات مماثلة مع حركة موسيقى لو-في في أوائل التسعينيات. من خلال توفير الحرية من المتطلبات المالية المرهقة بشكل متزايد لمقاطع شبيهة بالأفلام عالية الإنتاج، بدأت باعتبارها الطريقة الوحيدة لفناني الموسيقى المستقلين غير المعروفين لتقديم أنفسهم إلى جمهور أوسع، ولكن هذا النهج تم اعتماده بشكل متزايد من قبل التيار الرئيسي الرئيسي فنانين مثل آر إي إم وتوم جونز.

#### مقاطع فيديو أخرى
في أواخر عام 2010، بدأ بعض الفنانين في إطلاق مقاطع فيديو عمودية بديلة مصممة للأجهزة المحمولة بالإضافة إلى مقاطع الفيديو الموسيقية ؛ مقاطع الفيديو العمودية هذه حصرية عمومًا بالنظام الأساسي. وغالبا ما تظهر هذه أشرطة الفيديو عمودية على سناب شات قسم الصورة اكتشف أو ضمن سبوتيفي العازفين. من بين أوائل المستخدمين الذين تبنوا إصدارات الفيديو الرأسية الأغنية الأولى هافانا لكاميلا كابيلو وجيرلز لايك يو للمخرج مارون 5 والتي تضم كاردي بي وأغنية لبيلي إيليش هو الفيديو الرأسي الأكثر مشاهدة على يوتيوب.

#### مقاطع فيديو غنائية
الفيديو الذي يعرض كلمات الأغنية هو نوع من مقاطع الفيديو الموسيقية تكون فيه كلمات الأغنية العنصر المرئي الأساسي في الفيديو. على هذا النحو، يمكن إنشاؤها بسهولة نسبية وغالبًا ما تكون بمثابة فيديو تكميلي لفيديو موسيقي أكثر تقليدية. الفيديو الموسيقي لأغنية آر إي إم لعام 1986 Fall on Me يتخلل كلمات الأغنية مع لقطات فيلم مجردة. في عام 1987، أصدر برنس فيديو لأغنيته الشهيرة. أظهر الفيديو كلمات الأغنية وهي تنبض بالموسيقى، وقدمت إلى جانب الأشكال الهندسية المجردة، وهو تأثير أنشأه بيل كونيرسمان. في العام التالي، تم إصدار مقطع الفيديو الخاص بأغنية تالكينج هيدز المنفردة نوثينج المكونة من كلمات الأغنية التي تم تركيبها على أعضاء الفرقة أو بجوارهم. في عام 1990، أصدر جورج مايكل الصلاة من أجل الوقت كفيديو غنائي. كان قد رفض عمل فيديو موسيقي تقليدي، لذلك أصدرت الشركة التابعة له مقطعًا بسيطًا يعرض كلمات الأغنية على شاشة سوداء. برزت مقاطع الفيديو التي تحتوي على كلمات الأغاني بشكل أكبر في العقد الأول من القرن الحادي والعشرين، عندما أصبح من السهل نسبيًا على الفنانين نشر مقاطع الفيديو عبر مواقع الويب مثل يوتيوب. لا يعرض الكثيرون أيًا مرئيًا متعلقًا بالموسيقي المعني، ولكن مجرد خلفية مع ظهور كلمات الأغاني فوقها أثناء غنائها في الأغنية. في عام 2011، أصدرت فرقة ميتال الموت كروكميتين أول فيديو غنائي لألبوم كامل، ألفا بيتا. أظهر فيديو الألبوم المفهوم صورًا تنبض بالموسيقى والطباعة المنمقة التي أنشأها قائد الفرقة سيمليف. تُعد أغنية كلوزر لعام 2016 للمغنية هالزي هي الأغنية الأكثر مشاهدة على يوتيوب.

### 2000
في عام 2000، أثار الفيديو الموسيقي لـ روك دي جي للمخرج روبي ويليامز جدلاً بسبب الطبيعة الرسومية للفيديو الذي يظهر فيه تجريد ويليامز من ملابسه ثم تقشير جلده ليكشف عن جسده الدموي، يليه تمزيق عضلاته وأعضائه حتى يصبح. لا شيء سوى هيكل عظمي ملطخ بالدماء. تم حظر الفيديو في المملكة المتحدة خلال ساعات النهار وتم بثه دون تحرير بعد الساعة 10 مساءً. تم حظر الفيديو في جمهورية الدومينيكان بسبب مزاعم الشيطانية. في عام 2001، تم حظر فيديو بيورك لباجان بويتري على قناة قناة إم تي في لتصوير الجماع الجنسي، ولحوم اللسان، وثقب الجسم. حظرت قناة إم تي في أيضًا أغنيتها المنفردة التالية، كوكون ، حيث ظهرت على شكل بجورك عارية (على الرغم من أن الجسد العاري كان عادةً عبارة عن بدلة ضيقة مزوّدة بخيط أحمر). في عام 2002، تسبب فيديو آتو الخاص بـ كل الأشياء التي قالت في إثارة الجدل حيث ظهرت فيه الفتيات الروسيات الشابات، لينا كاتينا ويوليا فولكوفا ، وهما يعانقان بعضهما البعض ثم يتبادلان القبلات في النهاية. قام مقدمو البرامج التليفزيونية البريطانية ريتشارد وجودي بحملة لحظر مقطع الفيديو بدعوى أنه يقضي على مشتهي الأطفال باستخدام الزي المدرسي وتقبيل الفتيات الصغيرات، على الرغم من فشل الحملة. بالاستفادة من الجدل، تم تصميم القبلة في عروضهم الحية. وبثت فرقة طوب أو ذا روب أداء الفتيات مع استبدال القبلة بلقطات من الجمهور. قام برنامج ذا تونايت شو من إن بي سي مع جاي لينو بقطع قبلة الفتيات على لقطات الفرقة. طوال جولتهم الترويجية، ت. واحتج آتو بالظهور بقمصان كتب عليها رقابة.
في عام 2004، أثار فيديو مارون 5 لوف الجدل بسبب المشاهد الحميمة بين المهاجم آدم ليفين وصديقته آنذاك. على الرغم من تلك المشاهد المحددة التي تم تصويرها من زوايا إستراتيجية، تم إصدار نسخة خاضعة للرقابة مع مجموعة من الزهور التي تم إنشاؤها بواسطة الكمبيوتر والتي تمت إضافتها للتستر على المزيد. تم حظر مقطع فيديو آينت لمارلين مانسون من قبل شركاتهم بسبب العنف والمحتوى الجنسي. في العام التالي، أثار فيديو إمينيم الخاص بـ جاست لوز إت جدلاً حول محاكاة ساخرة لمحاكمة مايكل جاكسون للتحرش بطفل عام 2005، والجراحة التجميلية، وتعرض الشعر للنيران أثناء تصوير إعلان بيبسي التجاري. تم حظر الفيديو من بي إي تي، وتحدث جاكسون ضد الفيديو، واصفا إياه بأنه غير لائق وغير محترم لي ولأولادي وعائلتي والمجتمع ككل. في عام 2004، ضغطت العديد من المجموعات العائلية والسياسيين من أجل حظر فيديو إيريك بريدز كال أون مي لاحتوائه على نساء يرقصن بطريقة موحية جنسيًا ؛ ومع ذلك، لم يتم حظر الفيديو. اعتبارًا من عام 2005، حظرت لجنة الرقابة الحكومية المصرية ما لا يقل عن 20 مقطع فيديو موسيقيًا تحتوي على دلالات جنسية بسبب وجهات النظر الأخلاقية الإسلامية. كان مقطع الفيديو الموسيقي ذيس بوت أر مايكين فور لوف والذي ظهر فيه جيسيكا سيمبسون في شخصية ديزي ديوك، مثيرًا للجدل لإظهاره سيمبسون في ملابس كشف وغسل سيارة الجنرال لي بالبيكيني. أدى الجدل إلى حظر الفيديو الموسيقي في بعض البلدان. في عام 2008، قاطعت العديد من القنوات التلفزيونية الموسيقية الكبرى فيديو جاستيس لأغنيتهم الإجهاد بسبب مزاعم بالعنصرية والعنف. يصور الفيديو عدة شبان يرتكبون جرائم مختلفة في شوارع باريس، ومعظمهم من أصول شمال أفريقية. 
بينما تجنبت موسيقى الريف إلى حد كبير الجدل المحيط بمحتوى الفيديو، إلا أنها لم تكن محصنة أبدًا. الفيديو الموسيقي لأغنية راسال فلااس 2003 هو مثال على ذلك، حيث اكتسب شهرة بسبب المقاطع التي ظهرت فيها عازف الجيتار جو دون روني، وعارضة الأزياء كريستينا أوريا وهي تستحم عارية. كان الفيديو هو الأول الذي تم بثه على سي إم تي لإظهار العُري، ووصل في النهاية إلى رقم 1 في برنامج طوب توينتي كانداون على الشبكة. ومع ذلك، حظرت جاس الفيديو عندما رفضت المجموعة إصدار نسخة معدلة.

### 2010
في عام 2010، تم حظر فيديو إعصار 30 سكوندز تو مارس بسبب عناصره الرئيسية المتمثلة في العنف والعري والجنس. تم إصدار الفيلم القصير لاحقًا بنسخة نظيفة يمكن بثها على التلفزيون. النسخة الصريحة متاحة على الموقع الرسمي للفرقة مع شهادة مشاهدة 18+.
في عام 2010، انتشرت شائعة بأن فيديو ليدي غاغا هاتف تم حظره من قبل قناة إم تي في، وهي شائعة وصلت إلى بعض وسائل الإعلام. زعمت الشائعات أن قناة قناة إم تي في حظرت الفيديو لأن المحتوى لا يمكن عرضه ضمن برامجها. ونفت قناة قناة إم تي في الحظر وعرضت الفيديو بشكل متكرر على برامج قناة إم تي في الأوروبية. جذبت مقاطع الفيديو السابقة لليدي غاغا انتقادات أيضًا بسبب محتواها الموحي جنسيًا ؛ لم يتم تشغيل فيديو لعبة حب على برنامج الفيديو الموسيقي الأسترالي فيديو هيتس ؛ ومع ذلك، قامت برامج أسترالية أخرى ببث الفيديو بدون رقابة. وانتقدت الرابطة الكاثوليكية مقطع فيديو أليخاندرو، لأنه يظهر مغنية ترتدي زيًا لاتكسًا أحمر من عادة الراهبة، وتحاكي الاغتصاب، ويبدو وكأنها تبتلع مسبحة. تم حظر فيديو سيارا الخاص بـ رايد من قبل بي إي تي، حيث ذكرت الشبكة أن الفيديو كان مشحونًا جنسيًا للغاية. تم حظر الفيديو لاحقًا من قبل جميع القنوات التلفزيونية في المملكة المتحدة. في عام 2011، تم حظر مقطع الفيديو الخاص بـ إس أند إم، الذي يظهر فيه المغنية البربادية ريهانا وهي تضرب رجلاً أبيض مقيّدًا، وتأخذ رهائن وتنغمس في قبلة مثلية، في 11 دولة وتم الإبلاغ عنها على أنها غير مناسبة للمشاهدين الذين تقل أعمارهم عن 18 عامًا في موقع يوتيوب.

## الرقابة
نظرًا لأن مفهوم الفيديو الموسيقي ووسيطه هو شكل من أشكال التعبير الفني، فقد خضع الفنانون في مناسبات عديدة للرقابة إذا اعتُبر محتواهم مسيئًا. ما يمكن اعتباره مسيئًا سيختلف في البلدان بسبب قوانين الرقابة والعادات والأخلاق المحلية. في معظم الحالات، ستوفر شركة التسجيلات وتوزع مقاطع فيديو تم تعديلها أو توفر مقاطع فيديو خاضعة للرقابة وغير خاضعة للرقابة للفنان. في بعض الحالات، من المعروف أن مقاطع الفيديو الموسيقية تم حظرها بالكامل حيث تم اعتبارها مسيئة للغاية بحيث لا يمكن بثها.

## الإفراج التجاري

### ألبوم
تم إصدار مقاطع الفيديو الموسيقية تجاريًا بتنسيقات مادية مثل شريط الفيديو وليزرديسك ودي في دي وبلو راي. على غرار ألبوم الصوت، فإن ألبوم الفيديو هو إصدار طويل يحتوي على مقاطع فيديو موسيقية متعددة على قرص. سوق ألبومات الفيديو أصغر بكثير من سوق ألبومات الصوت والأغاني الفردية. ألبومات الفيديو مؤهلة للحصول على شهادات ذهبية من جمعية صناعة التسجيلات الأمريكية (RIAA) بعد أن قامت شركات التسجيلات بشحن 50000 وحدة إلى تجار التجزئة، بينما يتعين على كل من ألبومات الصوت والأغاني الفردية شحن 500000 وحدة لتحقيق الذهب. كان من أوائل ألبومات الفيديو إيت تو ذا بيت (1979) لفرقة الروك الأمريكية بلوندي، وهو شريط فيديو يحتوي على مقاطع فيديو موسيقية لجميع المقطوعات من ألبوم الاستوديو الرابع الذي يحمل نفس الاسم. تم إنتاجه من قبل بول فلاتري لصالح جون روزمان للإنتاج وإخراج ديفيد ماليت. تم تسجيل مقاطع الفيديو الموسيقية في نيويورك ونيوجيرسي، مع بعض الأغاني التي ظهرت فيها الفرقة بأسلوب حفلة موسيقية، وبعض الأغاني الأخرى لديها سيناريوهات بناءً على كلمات الأغاني. ألبوم فيديو شهير آخر كان أوليفيا فيزيكال (1982) لأوليفيا نيوتن جون، والذي فاز بجائزة فيديو العام في حفل توزيع جوائز جرامي الخامس والعشرين. تحتوي مجموعة الفيديوهات على مقاطع فيديو موسيقية لجميع الأغاني من ألبومها التاسع، Physical (1981).
نظرًا لزيادة شعبية ألبومات الفيديو، قدمت مجلة بيلبورد الترتيب الأسبوعي لمبيعات الفيديو الموسيقي الأكثر مبيعًا في الولايات المتحدة، بعنوان مخطط كاسيت الفيديو الموسيقي الأعلى في 30 مارس 1985 (المعروف الآن باسم مخطط مبيعات الفيديو الموسيقي). كان أول رسم بياني لها هو برايفت دانسر (1984)، شريط فيديو بواسطة تينا ترنر يحتوي على أربعة مقاطع فيديو موسيقية. بدأت شركة الرسوم البيانية الرسمية الرسم البياني المماثل في المملكة المتحدة في 30 يناير 1994، مع وصول فيلم سو فار سو جود من براين آدمز إلى المركز الأول. وفقا لريا والنسور وداعا 1 جولة-لايف من ملبورن (2005) هي معتمدة أعلى الطويلة لوالموسيقى والفيديو مع 30 مرة البلاتين (ثلاثة مليون وحدة شحن)، بينما رولينج ستونز أربع نقرات (2005 ) هي مجموعة بوكس فيديو موسيقية حاصلة على أعلى شهادة مع البلاتين 19 مرة (1.9 مليون وحدة تم شحنها).

### فيديو واحد
لا يحتوي مقطع الفيديو المنفرد على أكثر من ثلاثة مقاطع فيديو موسيقية على شكل شريط فيديو أو لايزر ديسك أو دي في دي. في عام 1983، أصدرت فرقة سينثبوب البريطانية أول فيديو تجاري واحد بعنوان فيديو واحد لرابطة حقوق الإنسان (بالإنجليزية: The Human League Video Single)‏ على كل من في آيتش سي وبيتاماكس. لم يكن نجاحًا تجاريًا كبيرًا نظرًا لارتفاع سعر التجزئة البالغ 10.99 جنيهًا إسترلينيًا، مقارنة بحوالي 1.99 جنيهًا إسترلينيًا للفينيل المنفرد مقاس 7 بوصات. اكتسبت أغنية في آيتش سي المنفردة مستويات أعلى من الشعبية السائدة عندما أصدرت مادونا أغنية جاستيفاي ماي لوف كأغنية فيديو في عام 1990 بعد إدراج الفيديو في القائمة السوداء بواسطة قناة إم تي في. تظل أغنية جاستيفاي ماي لوف أكثر مقاطع الفيديو مبيعًا على الإطلاق.
تم تقديم قرص دي في دي المنفرد في أواخر التسعينيات كبديل لشريط الفيديو المنفرد. على الرغم من أن العديد من شركات التسجيلات في الولايات المتحدة رفضت إصدار أقراص مدمجة فردية، إلا أنها أصدرت أغانٍ فردية على أقراص دي في دي، وبعض أغنيات دي في دي المشهورة تشمل لحظة مثل هذه (بالإنجليزية: A Moment Like This)‏ لكيلي كلاركسون ، وأغنية جيسيكا سيمبسون معكَ أنت وبيونسيه مجنون في الحب، كريستينا أغيليرا مقاتلة ، بريتني سبيرز توكسيك وساتلايت 15 لأيرون مايدن ... الحدود النهائية . يتمُّ تعريف أغنية الفيديو الموسيقي المنفردة على أنها 1-2 أغنيتين لكل مقطع فيديو أو أقل من 15 دقيقة من وقت التشغيل. في عام 2003، تم اعتماد أول أغاني دي في دي للموسيقى البلاتينية والذهبية. من الجدير بالذكر أن أغاني دي في دي الفردية المبكرة في الولايات المتحدة تشمل سلاي أند روبي سوبر ثارستر (1999)، بيورك أول ماي لوف (1999)، ومادونا ميوزك (2000).
في المملكة المتحدة، حيث تصل إلى 3 تنسيقات فعلية مؤهلة للرسم البياني، تعد أغاني دي في دي الفردية شائعة جدًا (مع الإصدار الفردي المتاح على قرص دي في دي بالإضافة إلى قرص مضغوط و/أو سجل فينيل). كما هو الحال مع التنسيقات الفردية الأخرى، يكون إنتاج دي في دي الفردي محدودًا، مما يؤدي في كثير من الأحيان إلى أن يصبحوا عناصر جامعين. لم تشهد قرص دي في دي المنفرد قدرًا كبيرًا من الشعبية في المملكة المتحدة لأنه عندما بدأ الفنانون في إطلاقها في أوائل العقد الأول من القرن الحادي والعشرين، بدأ القرص المضغوط المنفرد في الانخفاض. كما تم اعتبارها باهظة الثمن. لن يقوم بعض الفنانين بإصدار أغاني دي في دي الفردية وبدلاً من ذلك يضعون مقاطع الفيديو الموسيقية الخاصة بهم كمحتوى محسّن على قرص مضغوط واحد/ألبوم. بدءًا من أوائل العقد الأول من القرن الحادي والعشرين، قد يقوم الفنانون في اليابان بإصدار أغانٍ فردية بتنسيق سي دي + دي في دي. تم الاعتراف بالمغني الياباني أيومي هاماساكي بأنه مبتكر تنسيق سي دي + دي في دي ؛ ومن الأمثلة على ذلك أغنية أرض الخيال المنفردة عام 2005. يعد تنسيق سي دي + دي في دي أكثر تكلفة وعادة ما يحتوي على مقطع فيديو موسيقي واحد أو أكثر، وفي بعض الأحيان يتم تضمين قسم إنشاء أو مادة إضافية أخرى.
تكتل الموسيقى اليابانية هيلو! أصدرت قناة مشروغ أغانٍ منفردة على أقراص دي في دي لكل إصداراته المضغوطة الفردية تقريبًا. تسميهم الشركة سينجل. يحتوي سينجل عادةً على مقطع فيديو موسيقي لأغنية العنوان بالإضافة إلى العديد من إصداراته وتكوينه. في بعض الأحيان، سيتم إصدار Event V (エベントV) في هيلو! أحداث نادي المعجبين بالمشروع والتي ستوفر لقطات بديلة لمقطع فيديو ترويجي أو لقطات إضافية، مثل لقطات من وراء الكواليس أو لقطات من جلسة تصوير لم يتم إصدارها في أي مكان آخر. اعتبارًا من عام 2017، لم يعد يتم إصدار سينجل ؛ بدلا من ذلك مرحبا! تعمل أعمال المشروع الآن على وضع مقاطع الفيديو الموسيقية على أقراص دي في دي المضمنة في الإصدار المحدود للقرص المضغوط الفردي. تحظى أغاني دي في دي الفردية بشعبية وهي مخططة في مخطط مبيعات أوريكون دي في دي العام، نظرًا لعدم وجود ترتيب دي في دي منفرد منفصل في اليابان.

## فيديوهات موسيقية غير رسمية
يتم عادةً إنشاء مقاطع فيديو موسيقية غير رسمية من صنع المعجبين (أشرطة بوتليغ) من خلال مزامنة لقطات موجودة من مصادر أخرى، مثل المسلسلات التلفزيونية أو الأفلام، مع الأغنية. تم إنشاء أول فيديو معروف للمعجبين، أو سونغ فيد، بواسطة كاندي فونغ في عام 1975 باستخدام صور ثابتة من ستار تريك تم تحميلها في دائرة عرض الشرائح وتشغيلها جنبًا إلى جنب مع أغنية. سرعان ما تبع ذلك مقاطع فيديو المعجبين باستخدام مسجلات كاسيت الفيديو.  مع ظهور التوزيع السهل عبر الإنترنت وبرامج تحرير الفيديو الرخيصة، بدأت مقاطع الفيديو التي ينشئها المعجبون تحظى باهتمام أوسع في أواخر التسعينيات. لبعض الأسباب، تُعرف مقاطع الفيديو باسم أو بي تي في أو مقاطع الفيديو الترويجية الأصلية (أو مقاطع الفيديو الخاصة بأشخاص آخرين لبعض الأسباب). ومن الأمثلة المعروفة للفيديو غير رسمي يرصد واحد لل خطر ماوس الصورة غير قانوني المزج من له الرمادية البوم من جاي زي المسار وسيم مع الموسيقى عينات من البيتلز وايت البوم، الذي الحفل لقطات من تم إعادة مزج فريق البيتلز مع لقطات لراقصي جاي زي وهيب هوب. في عام 2016، تم تضمين رسوم متحركة فلاش لأغنية تعالو معًا لفرقة البيتلز على بلو راي. في عام 2004، قام أحد مشجعي الدواء الوهمي من جنوب إفريقيا  بعمل رسوم متحركة طينية لأغنية الفرقة إنجلش سامر رين وأرسله إلى الفرقة. لقد أحبوا النتيجة لدرجة أنه تم تضمينها في أعظم أغانيهم على دي في دي.